# Fear the Walking Dead
Fear The Walking Dead (también llamada como The Walking Dead: El miedo en Hispanoamérica) es una serie de televisión dramática y de terror estadounidense creada por Robert Kirkman y Dave Erickson. Se estrenó el 23 de agosto de 2015 por el canal AMC. Se trata de una serie derivada de la exitosa serie del mismo canal The Walking Dead, basada a su vez en la serie de cómics homónima creada por Robert Kirkman, Tony Moore y Charlie Adlard. AMC dio luz verde a la serie el 9 de marzo de 2015, con un compromiso de realizar dos temporadas.
La primera temporada tuvo seis episodios, mientras que la segunda temporada tuvo una extensión de 15 episodios y se estrenó el 10 de abril de 2016. La tercera temporada consta de 16 capítulos semanales en dos partes de 8 cada uno, la primera de las cuales se estrenó el 4 de junio de 2017, y la segunda fue estrenada el 11 de septiembre. En abril de 2017, la serie fue renovada para una cuarta temporada y fue anunciado que Andrew Chambliss y Ian B. Goldberg reemplazarán a Dave Erickson como showrunner. El 28 de julio de 2018 se anunció la renovación de la serie para una quinta temporada, que se estrenó el 2 de junio de 2019.
El 19 de julio de 2019, Scott M. Gimple anunció que la serie fue renovada para una sexta temporada que se estrenó el 11 de octubre de 2020.
El 3 de diciembre de 2020, AMC anunció la renovación de la serie para una séptima temporada, que se estrenó el 17 de octubre de 2021.
El 6 de diciembre de 2021, AMC anunció que la serie había sido renovada para una octava y última temporada, además de anunciarse que la actriz Kim Dickens, quien dio vida a Madison Clark entre la primera temporada y la primera mitad de la cuarta, se reincorporaría como personaje principal en la dicha temporada.

## Argumento
¿Cómo era el mundo mientras se estaba transformando en el horrible apocalipsis presentado en The Walking Dead? Esa pregunta se responde con Fear The Walking Dead, una serie original totalmente nueva ambientada en Los Ángeles, que seguirá a nuevos personajes mientras se enfrentan al comienzo del fin del mundo.

## Temporadas

### Primera temporada (2015)
Situada en Los Ángeles, California, la serie se centra en una extensa y disfuncional familia californiana, compuesta por la consejera escolar Madison Clark (Kim Dickens); su esposo Travis Manawa (Cliff Curtis), un profesor de Literatura; su hija Alicia Clark (Alycia Debnam-Carey); su hijo drogadicto Nick Clark (Frank Dillane); y el hijo de un anterior matrimonio de Travis, Chris Manawa (Lorenzo Henrie), que debe afrontar el estallido de un apocalipsis zombi que ha aparecido repentinamente como un misterioso virus de origen desconocido, que primero comenzó a reportarse como rumores en las noticias; pero que finalmente lleva a Los Ángeles a un estado de emergencia.

### Segunda temporada (2016)
El grupo no tiene conocimiento de la verdadera amplitud del apocalipsis; suponen que todavía existe la posibilidad de que alguna ciudad, estado o nación permanezca intacta, y que hay un lugar donde la infección no ha llegado. Pero a medida que la Operación Cobalto entra en plena vigencia, los militares bombardean el Sur de California para limpiarla de los infectados, conduciendo los muertos hacia el mar.
Abandonando tierra firme, Madison, Travis y Daniel (Rubén Blades) llevan a sus familias en luto hacia puertos desconocidos. Pero el respiro que les provee la casa de Strand (Colman Domingo) al otro lado del océano es de corta duración y descubren que el agua no es más segura que la tierra.

### Tercera temporada (2017)
Las familias se unirán en un vibrante y violento encuentro en la frontera de Estados Unidos y México. Las líneas internacionales se han ido, siguiendo el fin del mundo y los personajes deben intentar reconstruir no solo la sociedad, sino también la familia. Madison se ha reconectado con Travis, su compañero apocalíptico, pero Alicia quedado sido fracturada luego de haber asesinado a Andrés. El hijo de Madison está millas lejos de su madre, la primera acción de Nick como líder fue ver a Luciana (Danay García) ser tomada por un grupo de milicia americano pero Nick ya no se siente inmortal. Recobrando la parte emocional y física, Strand tiene en la mira la nueva moneda del mundo y el que Ofelia (Mercedes Mason) esté cautiva, hará que su habilidad para sobrevivir sea puesta a prueba y ver si ella puede ser igual que su padre.
La familia Clark y Otto han asegurado una tregua incómoda con Walker y su gente. Los antiguos enemigos deben encontrar una manera de sobrevivir juntos. La tensión se eleva en Broken Arrow Ranch cuando su milicia es diezmada, los recursos son escasos y los muertos están invadiendo. Mientras tanto, la presa González es una fuente de vida en un mundo afectado por la sequía. En su nuevo hogar, Daniel ha vuelto a ser un soldado y se dedica a ayudar a Lola (Lisandra Tena) en la represa, pero no ha renunciado al fantasma de Ofelia. Strand, por otro lado, ha tocado fondo y necesita desesperadamente un socio para poder resurgir.

### Cuarta temporada (2018)
Verán el mundo de Madison Clark y su familia a través de nuevos ojos: los ojos de Morgan Jones (Lennie James), uniéndose a la historia del mundo de The Walking Dead. El pasado inmediato de los personajes se mezcla con un presente incierto de lucha y descubrimiento a medida que se encuentran con nuevos amigos, enemigos y amenazas. Pelean el uno por el otro, entre sí y contra una legión de muertos, todo para construir de alguna manera una existencia en medio de la aplastante presión de las vidas que se deshacen.
Explorarán quiénes son ellos mismos en la actualidad, como individuos y en grupo, y cómo evolucionan como equipo de cara al futuro. Se enfrentarán en disputas con nuevos adversarios, desde humanos, caminantes hasta la naturaleza misma. El suyo será un viaje construido con miedo, amor, desencantos amorosos, pérdidas y, sobre todo, esperanza.

### Quinta temporada (2019)
La misión del grupo es clara: ubicar a los sobrevivientes y ayudar a hacer de lo que queda del mundo un lugar un poco mejor. Con una decisión obstinada, Morgan Jones lidera el grupo con una filosofía arraigada en la benevolencia, comunidad y esperanza. Cada personaje cree que ayudar a los demás les permitirá compensar los errores de sus pasados. Pero la confianza no se ganará fácilmente. Su misión de ayudar a los demás se someterá a la prueba definitiva cuando nuestro grupo se encuentre en "Un territorio desconocido, que los obligará a enfrentar no solo sus pasados sino también sus temores. Es solo a través de esos temores que el grupo descubrirá una forma completamente nueva de vivir, una que los dejará para siempre en un mundo incierto

### Sexta temporada (2020-2021)
La temporada sigue a Morgan Jones, que Virginia (Colby Minifie) ha dado por muerto, mientras que los miembros restantes del grupo de Morgan han sido separados por Virginia y sus pioneros y se encuentran dispersos en sus diversos asentamientos. La temporada también contará con múltiples saltos en el tiempo.

### Séptima temporada (2021-2022)
La temporada sigue al grupo de Morgan disperso por el paisaje de Texas mientras intentan sobrevivir a la lluvia radiactiva provocada por Teddy (John Glover) y sus seguidores. Mientras tanto, Morgan Jones (Lennie James) y Victor Strand (Colman Domingo) se enfrentan por sus filosofías.

### Octava temporada (2023)
Morgan, Madison y los otros que trajeron a la isla están viviendo bajo el cínico gobierno del Padre. Con nuestros personajes desmoralizados y abatidos, la tarea de reavivar la creencia en un mundo mejor recae en la persona que Morgan y Madison se propusieron encontrar en primer lugar: la hija de Morgan, Mo.

## Elenco y personajes
| Kim Dickens           | Madison Clark             | Principal                 | Principal                 | Principal                 | Principal                 |            |           | Invitada  | Principal |  |  |  |  |  |  |  |  |  |  |  |  |  |  |  |  |  |  |  |  |  |  |  |  |  |  |  |  |  |  |  |  |  |  |  |  |  |  |  |  |  |  |  |  |  |  |  |  |  |  |  |  |  |  |
| Cliff Curtis          | Travis Manawa             | Principal                 | Principal                 | Principal                 |                           |            |           |           |           |  |  |  |  |  |  |  |  |  |  |  |  |  |  |  |  |  |  |  |  |  |  |  |  |  |  |  |  |  |  |  |  |  |  |  |  |  |  |  |  |  |  |  |  |  |  |  |  |  |  |  |  |  |  |
| Frank Dillane         | Nicholas «Nick» Clark     | Principal                 | Principal                 | Principal                 | Principal                 |            |           |           |           |  |  |  |  |  |  |  |  |  |  |  |  |  |  |  |  |  |  |  |  |  |  |  |  |  |  |  |  |  |  |  |  |  |  |  |  |  |  |  |  |  |  |  |  |  |  |  |  |  |  |  |  |  |  |
| Alycia Debnam-Carey   | Alicia Clark              | Principal                 | Principal                 | Principal                 | Principal                 | Principal  | Principal | Principal | Invitada  |  |  |  |  |  |  |  |  |  |  |  |  |  |  |  |  |  |  |  |  |  |  |  |  |  |  |  |  |  |  |  |  |  |  |  |  |  |  |  |  |  |  |  |  |  |  |  |  |  |  |  |  |  |  |
| Elizabeth Rodríguez   | Elizabeth «Liza» Ortiz    | Principal                 | Invitada                  |                           |                           |            |           |           |           |  |  |  |  |  |  |  |  |  |  |  |  |  |  |  |  |  |  |  |  |  |  |  |  |  |  |  |  |  |  |  |  |  |  |  |  |  |  |  |  |  |  |  |  |  |  |  |  |  |  |  |  |  |  |
| Mercedes Mason        | Ofelia Salazar            | Principal                 | Principal                 | Principal                 |                           |            |           |           |           |  |  |  |  |  |  |  |  |  |  |  |  |  |  |  |  |  |  |  |  |  |  |  |  |  |  |  |  |  |  |  |  |  |  |  |  |  |  |  |  |  |  |  |  |  |  |  |  |  |  |  |  |  |  |
| Lorenzo James Henrie  | Christopher Manawa        | Principal                 | Principal                 |                           |                           |            |           |           |           |  |  |  |  |  |  |  |  |  |  |  |  |  |  |  |  |  |  |  |  |  |  |  |  |  |  |  |  |  |  |  |  |  |  |  |  |  |  |  |  |  |  |  |  |  |  |  |  |  |  |  |  |  |  |
| Rubén Blades          | Daniel Salazar            | Principal                 | Principal                 | Principal                 |                           | Principal  | Principal | Principal | Principal |  |  |  |  |  |  |  |  |  |  |  |  |  |  |  |  |  |  |  |  |  |  |  |  |  |  |  |  |  |  |  |  |  |  |  |  |  |  |  |  |  |  |  |  |  |  |  |  |  |  |  |  |  |  |
| Colman Domingo        | Victor Strand             | Recurrente                | Principal                 | Principal                 | Principal                 | Principal  | Principal | Principal | Principal |  |  |  |  |  |  |  |  |  |  |  |  |  |  |  |  |  |  |  |  |  |  |  |  |  |  |  |  |  |  |  |  |  |  |  |  |  |  |  |  |  |  |  |  |  |  |  |  |  |  |  |  |  |  |
| Michelle Ang          | Alex                      |                           | Principal                 |                           |                           |            |           |           |           |  |  |  |  |  |  |  |  |  |  |  |  |  |  |  |  |  |  |  |  |  |  |  |  |  |  |  |  |  |  |  |  |  |  |  |  |  |  |  |  |  |  |  |  |  |  |  |  |  |  |  |  |  |  |
| Danay García          | Luciana Galvez            |                           | Recurrente                | Principal                 | Principal                 | Principal  | Principal | Principal | Principal |  |  |  |  |  |  |  |  |  |  |  |  |  |  |  |  |  |  |  |  |  |  |  |  |  |  |  |  |  |  |  |  |  |  |  |  |  |  |  |  |  |  |  |  |  |  |  |  |  |  |  |  |  |  |
| Daniel Sharman        | Troy Otto                 |                           |                           | Principal                 |                           |            |           |           | Principal |  |  |  |  |  |  |  |  |  |  |  |  |  |  |  |  |  |  |  |  |  |  |  |  |  |  |  |  |  |  |  |  |  |  |  |  |  |  |  |  |  |  |  |  |  |  |  |  |  |  |  |  |  |  |
| Sam Underwood         | Jeremiah «Jake» Otto Jr.  |                           |                           | Principal                 |                           |            |           |           |           |  |  |  |  |  |  |  |  |  |  |  |  |  |  |  |  |  |  |  |  |  |  |  |  |  |  |  |  |  |  |  |  |  |  |  |  |  |  |  |  |  |  |  |  |  |  |  |  |  |  |  |  |  |  |
| Dayton Callie         | Jeremiah Otto Sr.         |                           | Invitado                  | Principal                 |                           |            |           |           |           |  |  |  |  |  |  |  |  |  |  |  |  |  |  |  |  |  |  |  |  |  |  |  |  |  |  |  |  |  |  |  |  |  |  |  |  |  |  |  |  |  |  |  |  |  |  |  |  |  |  |  |  |  |  |
| Lisandra Tena         | Lola Guerrero             |                           |                           | Principal                 |                           |            |           |           |           |  |  |  |  |  |  |  |  |  |  |  |  |  |  |  |  |  |  |  |  |  |  |  |  |  |  |  |  |  |  |  |  |  |  |  |  |  |  |  |  |  |  |  |  |  |  |  |  |  |  |  |  |  |  |
| Maggie Grace          | Althea Szewczek-Przygocki |                           |                           |                           | Principal                 | Principal  | Principal | Invitada  |           |  |  |  |  |  |  |  |  |  |  |  |  |  |  |  |  |  |  |  |  |  |  |  |  |  |  |  |  |  |  |  |  |  |  |  |  |  |  |  |  |  |  |  |  |  |  |  |  |  |  |  |  |  |  |
| Garret Dillahunt      | John Dorie                |                           |                           |                           | Principal                 | Principal  | Principal |           |           |  |  |  |  |  |  |  |  |  |  |  |  |  |  |  |  |  |  |  |  |  |  |  |  |  |  |  |  |  |  |  |  |  |  |  |  |  |  |  |  |  |  |  |  |  |  |  |  |  |  |  |  |  |  |
| Lennie James          | Morgan Jones              | Parte de The Walking Dead | Parte de The Walking Dead | Parte de The Walking Dead | Principal                 | Principal  | Principal | Principal | Principal |  |  |  |  |  |  |  |  |  |  |  |  |  |  |  |  |  |  |  |  |  |  |  |  |  |  |  |  |  |  |  |  |  |  |  |  |  |  |  |  |  |  |  |  |  |  |  |  |  |  |  |  |  |  |
| Jenna Elfman          | June Dorie                |                           |                           |                           | Principal                 | Principal  | Principal | Principal | Principal |  |  |  |  |  |  |  |  |  |  |  |  |  |  |  |  |  |  |  |  |  |  |  |  |  |  |  |  |  |  |  |  |  |  |  |  |  |  |  |  |  |  |  |  |  |  |  |  |  |  |  |  |  |  |
| Alexa Nisenson        | Charlie                   |                           |                           |                           | Recurrente                | Principal  | Principal | Principal | C.P       |  |  |  |  |  |  |  |  |  |  |  |  |  |  |  |  |  |  |  |  |  |  |  |  |  |  |  |  |  |  |  |  |  |  |  |  |  |  |  |  |  |  |  |  |  |  |  |  |  |  |  |  |  |  |
| Karen David           | Grace Mukherjee           |                           |                           |                           |                           | Principal  | Principal | Principal | Principal |  |  |  |  |  |  |  |  |  |  |  |  |  |  |  |  |  |  |  |  |  |  |  |  |  |  |  |  |  |  |  |  |  |  |  |  |  |  |  |  |  |  |  |  |  |  |  |  |  |  |  |  |  |  |
| Austin Amelio         | Dwight                    | Parte de The Walking Dead | Parte de The Walking Dead | Parte de The Walking Dead | Parte de The Walking Dead | Principal  | Principal | Principal | Principal |  |  |  |  |  |  |  |  |  |  |  |  |  |  |  |  |  |  |  |  |  |  |  |  |  |  |  |  |  |  |  |  |  |  |  |  |  |  |  |  |  |  |  |  |  |  |  |  |  |  |  |  |  |  |
| Mo Collins            | Sarah Rabinowitz          |                           |                           |                           | Recurrente                | Recurrente | Principal | Principal |           |  |  |  |  |  |  |  |  |  |  |  |  |  |  |  |  |  |  |  |  |  |  |  |  |  |  |  |  |  |  |  |  |  |  |  |  |  |  |  |  |  |  |  |  |  |  |  |  |  |  |  |  |  |  |
| Colby Hollman         | Wes                       |                           |                           |                           |                           | Recurrente | Principal | Principal |           |  |  |  |  |  |  |  |  |  |  |  |  |  |  |  |  |  |  |  |  |  |  |  |  |  |  |  |  |  |  |  |  |  |  |  |  |  |  |  |  |  |  |  |  |  |  |  |  |  |  |  |  |  |  |
| Zoe Colletti          | Dakota                    |                           |                           |                           |                           |            | Principal |           |           |  |  |  |  |  |  |  |  |  |  |  |  |  |  |  |  |  |  |  |  |  |  |  |  |  |  |  |  |  |  |  |  |  |  |  |  |  |  |  |  |  |  |  |  |  |  |  |  |  |  |  |  |  |  |
| Christine Evangelista | Sherry                    | Parte de The Walking Dead | Parte de The Walking Dead | Parte de The Walking Dead | Parte de The Walking Dead | Voz        | Principal | Principal | Principal |  |  |  |  |  |  |  |  |  |  |  |  |  |  |  |  |  |  |  |  |  |  |  |  |  |  |  |  |  |  |  |  |  |  |  |  |  |  |  |  |  |  |  |  |  |  |  |  |  |  |  |  |  |  |
| Keith Carradine       | John Dorie Sr.            |                           |                           |                           |                           |            | Principal | Principal |           |  |  |  |  |  |  |  |  |  |  |  |  |  |  |  |  |  |  |  |  |  |  |  |  |  |  |  |  |  |  |  |  |  |  |  |  |  |  |  |  |  |  |  |  |  |  |  |  |  |  |  |  |  |  |

## Episodios
| Temporada | Temporada | Episodios | Episodios | Emisión original      | Emisión original         |
| Temporada | Temporada | Episodios | Episodios | Primera emisión       | Última emisión           |
| --------- | --------- | --------- | --------- | --------------------- | ------------------------ |
|           | 1         | 6         | 6         | 23 de agosto de 2015  | 4 de octubre de 2015     |
|           | 2         | 15        | 15        | 10 de abril de 2016   | 2 de octubre de 2016     |
|           | 3         | 16        | 16        | 4 de junio de 2017    | 15 de octubre de 2017    |
|           | 4         | 16        | 16        | 15 de abril de 2018   | 30 de septiembre de 2018 |
|           | 5         | 16        | 16        | 2 de junio de 2019    | 29 de septiembre de 2019 |
|           | 6         | 16        | 16        | 11 de octubre de 2020 | 13 de junio de 2021      |
|           | 7         | 16        | 16        | 17 de octubre de 2021 | 5 de junio de 2022       |
|           | 8         | 12        | 12        | 14 de mayo de 2023    | 19 de noviembre de 2023  |

## Crossover conThe Walking Dead

#### Temporada 4
Robert Kirkman ha anunciado que se haría un cruce entre las dos historias en 2018, uniendo así las dos series. El 26 de noviembre de 2017 se anunció que el actor Lennie James, quien encarnaba a Morgan Jones en The Walking Dead, se uniría al elenco de la cuarta temporada de Fear the Walking Dead, formando y protagonizando parte del crossover "The Worlds Collide". 
El tráiler de la cuarta temporada confirma que está programada después de la Octava temporada de The Walking Dead. Morgan dejó el grupo de Rick Grimes para ir a Texas y conocer a los personajes de Fear The Walking Dead. 
El episodio What's Your Story? de la temporada 4 presentó oficialmente a Morgan Jones (James) y cameos de los personajes principales de The Walking Dead: Rick Grimes (Lincoln), Carol Peletier (McBride) y Paul "Jesús" Rovia (Payne).
En Talking Dead se confirmó que una de las cintas en el camión de Althea (Grace) en el episodios No One's Gone con la etiqueta "Abe/Doctor" fue una entrevista de Abraham Ford y Eugene Porter, revelando que Althea los encontró antes de que estos se unan a The Walking Dead.
En el episodio People Like Us, Morgan Jones (James) y Althea (Grace) hacen referencia a Rey Ezekiel, Shiva y el Reino mientras hablan en la radio. Morgan también hace referencia a Rick Grimes y menciona a Alexandria.
En el episodio ... I Lose Myself, Alexandria se lo menciona por su nombre, mientras que el Reino y Shiva son referenciados directamente, aunque Morgan (James) ignora el problema cuando Althea (Grace) pregunta si Shiva todavía está cerca. Hilltop  y posiblemente El Santuario se mencionan indirectamente.

#### Temporada 5
El 4 de enero de 2019 se informó que el nuevo crossover entre The Walking Dead y Fear the Walking Dead. Dwight, interpretado por Austin Amelio durante la sexta, séptima y octava temporadas de la serie madre pasaría a protagonizar el nuevo crossover, esta quinta temporada se iniciara el 2 de junio de 2019.
En el episodio Here to Help Althea descubre en el lugar del accidente es parte del Grupo de Helicópteros del espectáculo principal. Además, se revelan más detalles sobre este grupo: El nombre oficial de la organización está representado por las iniciales CRM y El símbolo es una figura de tres círculos que también se puede ver en su helicóptero en "What Comes After" de The Walking Dead.
En el episodio Humbug's Gulch marca la primera aparición de Austin Amelio como Dwight en Fear The Walking Dead. Ha pasado al menos un año desde los eventos en el episodio "Wrath" del programa principal, ya que Dwight afirma que ha estado buscando a Sherry durante al menos un año. 
En el episodio Skidmark, Daniel revela que alguien le dio un cigarro cuando las cosas mejoraron, posiblemente refiriéndose a Abraham Ford, ya que se sabe que fuma cigarros. 
En el episodio Still Standing, Morgan se refiere a Eastman por su nombre mientras habla con Grace.
En el episodio Is Anybody Out There? el título de este episodio es lo mismo que dijo la mujer de la radio en el episodio "The Storm" del programa principal. También lo dicen los personajes principales a través de la radio al comienzo del programa mientras intentan encontrar a otros supervivientes, particularmente por Morgan.
En el episodio End of the Line se da primera aparición (solo voz) de Christine Evangelista como Sherry del espectáculo principal durante la sexta y séptima temporada.
En el episodio Today and Tomorrow en uno de los discos de Daniel Salazar, cabe notar la imagen de portada de un disco donde aparece Beta, quien antes del brote se revela que este era un músico.

#### Temporada 6
En el episodio Honey, Dwight le pregunta a Sherry ¿Que te hizo Ginny para querer matarla? Y ella le responde que no es por ella, sino por Negan (Jeffrey Dean Morgan), por lo que ella podría haber evitado en esa época y no pudo hacerlo.

## Producción

### Casting
La serie gira en torno a un profesor divorciado, su actual pareja, orientadora, y sus dos hijos, un hijo y una hija. Cliff Curtis juega el papel principal masculino como Travis Manawa, y Kim Dickens como Madison Clark, el papel principal femenino. Frank Dillane interpreta al hijo de Madison, llamado Nick, que está luchando contra problemas de drogadicción, incluso después del brote, y Alycia Debnam-Carey interpreta a Alicia, la hija de Madison y hermana de Nick.

### Filmación
La producción del episodio piloto comenzó a principios de 2014 y terminó el 6 de febrero de 2015.